# De zaak-Probolinggo

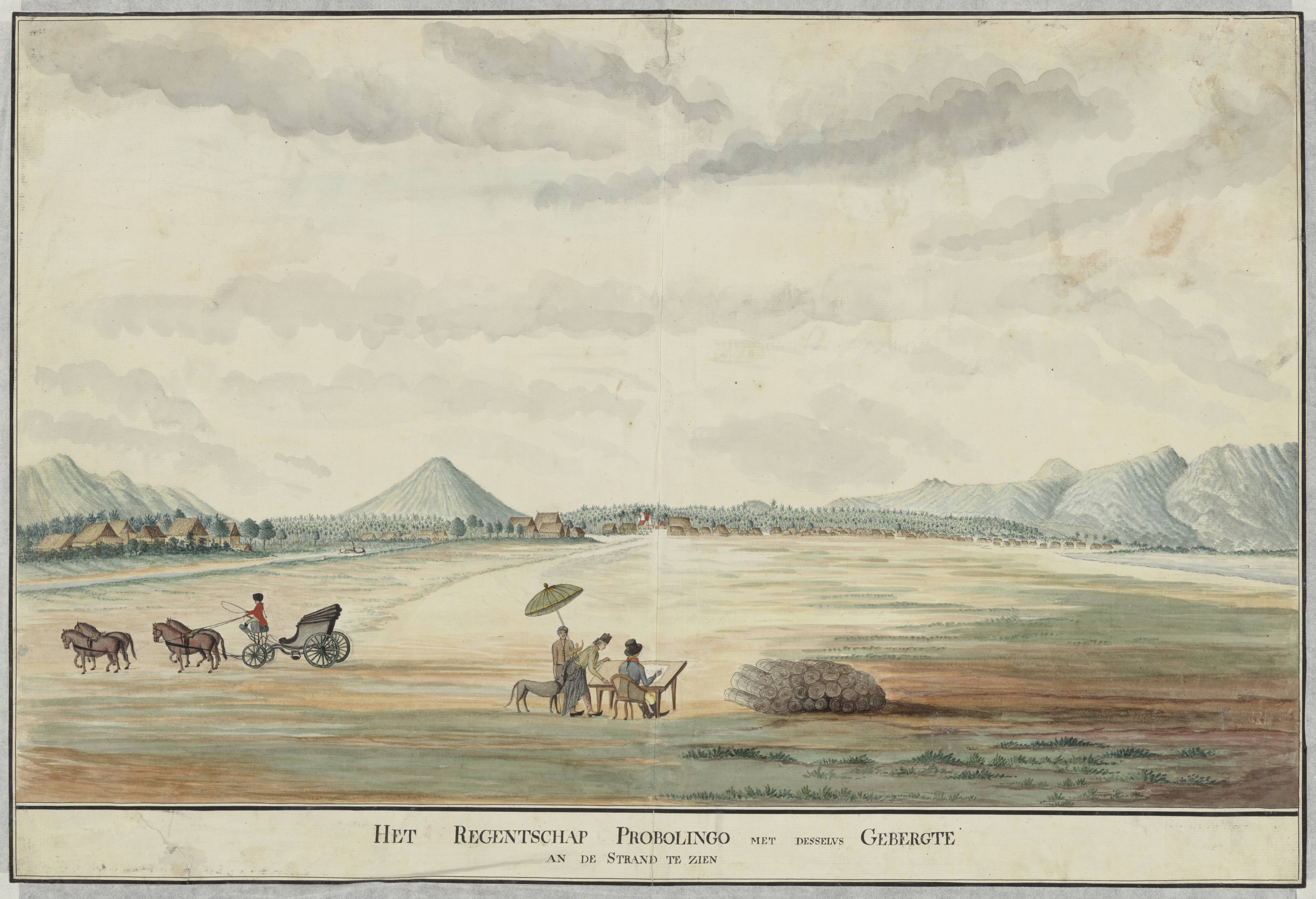
Het regentschap Probolinggo

De zaak-Probolinggo speelde zich af in 1840 in Probolinggo, een afdeling van de residentie Besoeki in Nederlands-Indië. De regent van Probolinggo werd na een onderzoek naar aanleiding van beschuldigingen van machtsmisbruik en knevelarij ontslagen en vervolgens na een tweede, grondiger onderzoek weer gerehabiliteerd.

## De regent
Probolinggo bevindt zich in het oosten van Java. In de 19e eeuw werd er in deze streek veel suiker verbouwd met behulp van het cultuurstelsel. De bevolking bestond vooral uit immigranten uit Madura en een minderheid van Javanen. In 1836 was een nieuwe regent benoemd, Kiai Toemenggoeng Wirjowidjojo, ook een Madurees. Hij had een lange staat van dienst als krachtig bestuurder, zowel in het stimuleren van de opbrengsten van de gouvernementscultures als in het bestrijden van misdaad, waarbij hij gebruik maakte van een wijdverspreid netwerk van informanten. Vanwege zijn verdiensten was hij op voorstel van de assistent-resident Pieter Overhand, die veel met hem had samengewerkt, tot regent van Probolinggo benoemd.

## De assistent-resident

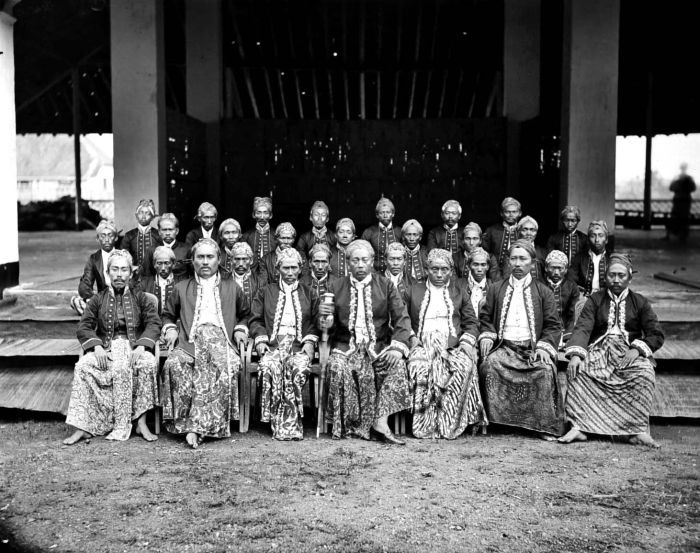
Inheemse hoofden van Probolinggo begin 20e eeuw

In 1838 werd Overhand inspecteur der cultures in Oost-Java, en werd in Probolinggo in november 1839 een nieuwe assistent-resident benoemd, Eduard van Teijlingen. Hem kwamen al snel klachten over Wirjowidjojo ter ore, afkomstig van de bevolking en van ondergeschikte inheemse bestuurders, van wie hij er een zou hebben proberen te vergiftigen. Uit cijfers bleek een netto vertrek van inwoners uit Probolinggo, naar werd aangenomen vanwege de knevelarij door de regent en het overmatig beroep dat hij deed op de verplichte herendiensten van de bevolking om de cultures te intensiveren en om aan irrigatiesystemen te werken. Van Teijlingen vroeg de resident, Hugo Cornets de Groot, toestemming om een onderzoek te doen, waarin deze toestemde. De commissie van onderzoek: Van Teijlingen zelf, een andere assistent-resident en de regent van Besoeki, concludeerde begin 1840 dat Wirjowidjojo en een aantal van zijn talrijke familieleden schuldig waren aan de aanklachten. De regent werd ontslagen en verbannen uit Probolinggo. Enkele verwanten werden verbannen naar andere eilanden of moesten dwangarbeid verrichten.

## De Raad van Indië

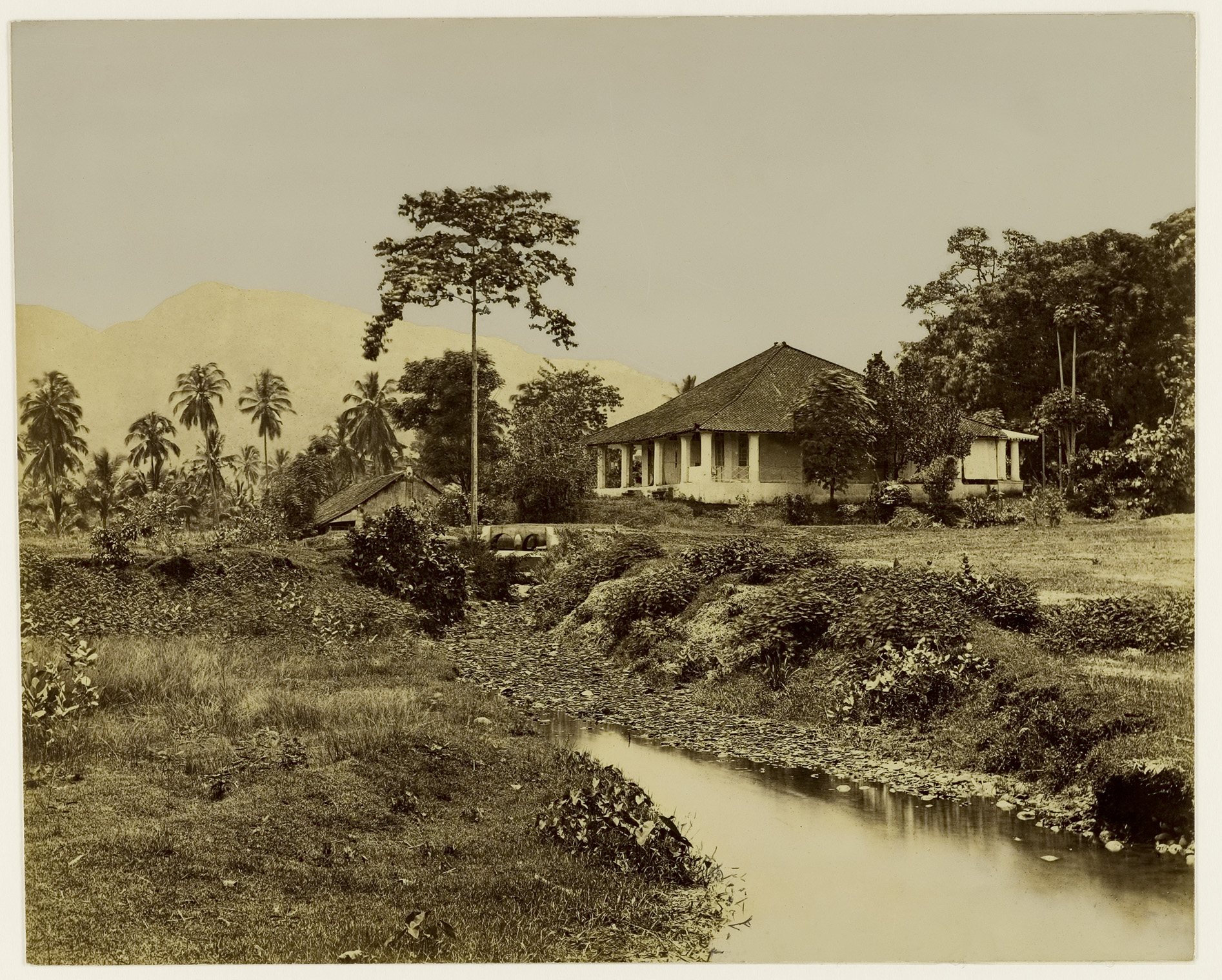
Administrateurswoning van een suikeronderneming in Probolinggo ca. 1885

De Raad van Indië in Batavia was echter niet overtuigd van de kwaliteit van het onderzoek, en droeg de jurist C. Visscher op om het nog eens zorgvuldiger over te doen. Deze kwam in twee lijvige rapporten in juni en juli tot andere conclusies. Er was heel weinig bewijs. Slechts een deel van de klachten was terecht, maar ging over zaken die schering en inslag waren bij veel regenten op Java. De beschuldigingen van de inheemse hoofden waren vooral het gevolg van jaloezie. Zij waren van hogere geboorte dan Wirjowidjojo en wilden niet onder hem werken. Ze hadden misbruik gemaakt van de onervarenheid en ‘lichtgeloovigheid’ van Van Teijlingen om hem op te zetten tegen de regent.
De regent mocht weer in dienst komen maar zou worden overgeplaatst naar een ander regentschap. Cornets de Groot en Overhand kregen reprimandes. De eerste omdat hij te veel op Van Teijlingen had vertrouwd, de laatste omdat hij Visschers onderzoek had tegengewerkt om de regent te beschermen. Wat Van Teijlingen betreft vond men dat hij had getoond niet opgewassen te zijn tegen de verantwoordelijkheden van zijn functie als assistent-resident. Hij werd uit zijn functie gezet en op wachtgeld gesteld. In 1843 nam hij ontslag. In 1847 overleed hij in Utrecht.

## De zaak-Lebak
De zaak-Probolinggo vertoont opvallende overeenkomsten met de zaak-Lebak van Eduard Douwes Dekker, en illustreert dat die zaak niet op zichzelf stond. De historicus Cees Fasseur schrijft in zijn boek Indischgasten uit 1996 dat Nederlandse bestuursambtenaren vaak te weinig kennis hadden van de etnische en sociale tegenstellingen in de complexe Javaanse samenleving, waardoor zij met enige regelmaat pionnen waren in de machtsspellen van de inheemse hoofden.